# Judas (pjesma)
"Judas" je pjesma američke pop pjevačice Lady Gage. Izašla je 15. travnja 2011. godine kao drugi singl s njenog trećeg studijskog albuma Born This Way.
Napisana i producirana od strane Lady Gage i RedOnea, "Judas"  je dance i electro house pjesma o ženi zaljubljenoj u muškarca koji ju je prevario. Pjesma utjelovljava probleme koji su mučili Gagu u prošlosti, te se glavno značenje odnosi na negativne djelove Gagina života od kojih ne može pobjeći.
Ilustraciju za singl je napravila Gaga u Microsoft Wordu. 

## Popis pjesama
Digitalno preuzimanje
1. "Judas" - 4:10
2. "Judas" (Remix) - 4:52
3. "Judas" (Crew U, Marylin Manson) - 5:55